# Liu Dao
Liu Dao (chinesisch 六岛, Pinyin Liù dǎo, „Insel Nummer 6“) ist ein internationales und multidisziplinäres Künstlerkollektiv aus Shanghai, Volksrepublik China. Gegründet wurde es durch das island6 Arts Center unter der Leitung des französischen Kurators Thomas Charvériat mit Unterstützung der lettischen Artdirektorin Zane Mellupe. Unter dem Namen „Liu Dao“ haben sich Performance- sowie Multimediakünstler und Techniker zusammengeschlossen, um elektronische Kunst zu schaffen. Ihre Arbeiten konzentrieren sich auf interaktive Kunstinstallationen, die die Auswirkung neuer „Technologien auf unsere Wahrnehmung und Formen der Kommunikation“ erkunden. Seit August 2010 besteht das Liu Dao-Künstlerkollektiv aus chinesischen und internationalen Akteuren, die ihre Hauptarbeitsstätte im island6 Arts Center haben.

## Schaffensprozess
Liu Dao nutzt digitale Technologien als Sprachrohr und Projektionsfläche für seine Emotionen und Gedanken über das Shanghai des 21. Jahrhunderts und teilt diese in der universal verständlichen Sprache der Kunst mit. Die meisten ihrer Werke beinhalten LED-Anzeigen. Die Choreographen entwickeln einfache Bewegungen, die gefilmt und später in LED-Darstellungen verwandelt werden. Der Arbeitsprozess wird von den Artdirektoren betreut. Für die Umwandlung der Filmsequenzen wird eine selbstentwickelte Software benutzt, die eine animierte Sequenz von Bitmaps erstellt.

### Kooperation
Alle Arbeiten von Liu Dao werden von mehreren Künstlern gemeinsam geschaffen. Durch den Ideenaustausch und die Zusammenarbeit zwischen diesen Künstlern soll die Fülle an Ideen und Entwicklung konzeptionellen Projekten erhöht werden. Das Konzept für ein Kunstwerk entsteht durch das Gespräch zwischen dem Kurator und dem Artdirektor, indem das Thema erarbeitet wird. Das Ergebnis des Gesprächs wird schriftlich festgehalten und den Künstlern präsentiert. Nach dem Feedback und der konzeptionellen Entwicklung der Künstler erarbeiten diese zusammen mit den Technikern vor Ort eine Strategie, um das Design umzusetzen. Die Anerkennung geht ähnlich wie bei einem Film nicht nur an den Künstler selbst, sondern auch an die Autoren, Regisseure, Modelle, Kameraleute, Techniker, Maler, Programmierer, Choreographen und Redakteure. Dieses Vorgehen, einem Filmabspann vergleichbar, kann als direktes Gegenstück zu der sonst üblichen Handhabe gesehen werden, bei der nur den Künstlern, aber nicht allen Beteiligten der Erfolg zugerechnet wird.

### Konzept
Die LED-Arbeiten von Liu Dao beleben und beleuchten kurze aber schöne Augenblicke des Lebens in der Schnelllebigkeit des 21. Jahrhunderts in Shanghai sowie in Peking. In der Volksrepublik China kann ein Augenblick eine Ewigkeit wert sein und Liu Dao hat sich der Darstellung dieses besonderen Werts des Augenblicks verschrieben. Umgesetzt wird es durch die Provozierung eines harmlosen Gefühls von Wärme, durch unwiderstehlichen Voyeurismus innerhalb eines Spektrums von Gefühlen und Problemen, die meist gut hinter geschlossenen Türen verborgen bleiben. So wird eine Vielzahl von Emotionen und immer wiederkehrenden Mustern und Lebensstilen dargestellt, alle bezeichnend für den endlosen Kreislauf von männlichen und weiblichen Bedürfnissen.

## Hintergrund
Urbanisierung
Gegen Ende des elften Fünfjahresplan befindet sich China in einer Phase der Urbanisierung. Die Städte sind von Baustellen gezeichnet, die dazu dienen sollen, die Infrastruktur zu modernisieren. Viele Werke von Liu Dao beschäftigen sich mit diesem Schwebezustand des Unfertigen.
Geschichte und Tradition
Liu Dao verarbeitet in seinen Werken eine Vielzahl von Einflüssen und Stilen aus der chinesischen Kunst und Geschichte, wie zum Beispiel das Symbol des Kranichs (chinesisches Symbol für langes Leben), chinesische Scherenschnitte, Reispapier und maoistische sowie kommunistische Bilder. Kombiniert mit dem Motiv der Urbanisierung, das den Technologiefortschritt und die Moderne von Shanghai beinhaltet, liegt das Hauptaugenmerk des Kollektivs darauf, der chinesischen Tradition Leben einzuhauchen und zu „elektrisieren“. Die visuellen Kompositionen kombinieren häufig LED-Animationen mit chinesischen Scherenschnitten, um so die traditionellen Bilder mit Hilfe der heutigen Technologie ins 21. Jahrhundert zu versetzen.
Interaktion
Mit Hilfe von Sensoren, Bewegungsmeldern, GPRS-Modem-gesteuerten Videos und sonoren Entfernungsmessern kann der Betrachter mit den Werken von Liu Dao interagieren.

## Mitglieder
Seit seiner Gründung besteht das Kollektiv aus wechselnden Künstlern und Kuratoren aus aller Welt. Im Jahre 2011 setzte sich das Team unter anderem aus Yeung Sin Ching 杨倩菁, Peter Braidt, Jack Kip Mur, Loo Ching Ling 吕晶琳 und Jean Le Guyader zusammen. 2012 schloss Liu Dao außerdem Katharina Droste, Nicolas Grefenstette, Dave Ahern, Alexia Kalteis und Leela Shanker ein. Die derzeitige Zusammensetzung des Kollektivs umfasst neue Mitglieder wie Fabrice Amzel, Guan Yan 官彦, Margaret Johnson, Cecilia Garcia, David Keohane and Melani Murkovic.

## Kuratoren und Artdirektoren
| Name des Künstlers | Nationalität  | Ausstellungen |
| ------------------ | ------------- | --- |
| Thomas Charvériat  | Frankreich    | Raining Stars, Garden of Autumn Vapours, Absolute 0:00, HK Artfair 2010, Psychic Apparatus, The Light Fantastic, Libido Mortido, Fakirs, Placebo, LED City, 30 Degrees, Synesthesia, Pi, The Artist Died Yesterday, Automata, Urban Lust, Clouds of Crowds, Zero Gravity, PlugIt, Made in Shanghai, Made in China, Lecture on Digital Arts, Nuit Blanche, Eurasia One, Platform for Urban Investigation II, Remote/Control, Stop/over Cities, Bits, Bytes and Pixels, Untitled Santa, I Love LEDs, Getting Along, Forward/Backward and Reloading, Platform for Urban Investigation, Invisible Layers, Electric Cities, Everyday Frenzies, Spring Floods And Peach Petals, Far Beyond The Firewall, Goddamned Shanghai, Across the Waibaidu, Ooh La La!, Them that Glide Past our Windows, Dripping with Aurum, Island of Oddities, The Secret Collection of Yuan Meng Ch'ien, The Cat That Eats Diodes, Need.Want.Hunt., Body-City-Mechanism |
| Zane Mellupe       | Lettland      | Raining Stars, Garden of Autumn Vapours, Absolute 0:00, HK Artfair 2010, Psychic Apparatus, The Light Fantastic, Libido Mortido, Fakirs, Placebo, LED City, 30 Degrees, Synesthesia, Pi, The Artist Died Yesterday, Automata, Urban Lust, Clouds of Crowds, Zero Gravity, PlugIt, Made in Shanghai and Made in China |
| Rajath Suri        | Kanada Indien | Fakirs, Placebo, LED City, 30 Degrees, Synesthesia, Pi, The Artist Died Yesterday, Automata, Urban Lust, Clouds of Crowds, Zero Gravity, PlugIt, Made in Shanghai, Made in China |
| Pete Bradt         | USA           | Garden of Autumn Vapours, Absolute 0:00, Psychic Apparatus, Libido Mortido |
| Brian Wallace      | Australien    | Raining Stars, Garden of Autumn Vapours, HK Artfair 2010, The Light Fantastic, LED City, HK ArtFair 2011, Wired Blossoms and Electric Angels |
| George Michell     | Australien    | Psychic Apparatus, Psychic Apparatus, 30 Degrees, LED City, Ooh La La! |
| Ching Ling Loo     | Singapur      | Spring Floods and Peach Petals, Goddamned Shanghai, Rockbund Art Museum, Across the Waibaidu, Ooh La La, Them that Glide Past our Windows, Dripping with Aurum, Island of Oddities, The Secret Collection of Yuan Meng Ch'ien and The Cat That Eats Diodes |

## Ehemalige Mitglieder
| Name des Künstlers    | Nationalität | Ausstellung |
| --------------------- | ------------ | --- |
| Zou Susu (邹林峰)     | China        | The Artist Died Yesterday, Automata, Urban Lust, Clouds of Crowds, Zero Gravity, PlugIt, Made in Shanghai, Made in China, Nuit Blanche, Eurasia One, Remote/Control, Bits, Bytes and Pixels, I Love LEDs |
| Yang Longhai (杨龙海) | China        | The Artist Died Yesterday, Automata, Urban Lust, Clouds of Crowds, Zero Gravity, PlugIt, Made in Shanghai, Made in China, Nuit Blanche, Eurasia One, Platform for Urban Investigation II, Remote/Control, Bits, Bytes and Pixels, Untitled Santa, I Love LEDs, Getting Along |
| Wu Yandan (吴艳丹)    | China        | Synesthesia, Pi, The Artist Died Yesterday, Automata, Urban Lust, Clouds of Crowds |
| Li Lingxi (李翎溪)    | China        | Synesthesia, Pi, The Artist Died Yesterday, Automata, Urban Lust |
| Tom Lee Pettersen     | USA          | Synesthesia, Pi, The Artist Died Yesterday, Automata, Urban Lust, Clouds of Crowds |
| Nick Hersey           | England      | Libido Mortido, Fakirs, Placebo, LED City, 30 Degrees, Synesthesia, Pi, The Artist Died Yesterday, Automata, Urban Lust, Clouds of Crowds, Zero Gravity, PlugIt, Made in Shanghai, Made in China, Body-City-Mechanism |
| Chaim Gebber          | Brasilien    | Synesthesia, Pi, The Artist Died Yesterday, Automata |
| Manels Favre          | Frankreich   | Synesthesia, Pi, The Artist Died Yesterday, Automata, Urban Lust, Clouds of Crowds |
| Zhang Deli (张德丽)   | China        | Raining Stars, Garden of Autumn Vapours, Absolute 0:00, HK Artfair 2010, Psychic Apparatus, The Light Fantastic, Libido Mortido, Fakirs, Placebo, LED City, 30 Degrees, Synesthesia, Pi, The Artist Died Yesterday, Automata, Urban Lust, Clouds of Crowds, Zero Gravity, PlugIt, Made in Shanghai, Made in China |
| Antonio Argueta       | Guatemala    | Absolute 0:00, Prophecies, Plugged In |
| Wang Dongma (王东马)  | China        | Raining Stars, Garden of Autumn Vapours, Absolute 0:00, HK Artfair 2010, Psychic Apparatus, The Light Fantastic, Libido Mortido, Fakirs, Placebo, LED City, 30 Degrees, Synesthesia, Pi, The Artist Died Yesterday, Automata, Urban Lust, Clouds of Crowds, Zero Gravity, PlugIt, Made in Shanghai, Made in China |
| Rose Tang (唐罗丝)    | Taiwan       | Raining Stars, Garden of Autumn Vapours, Absolute 0:00, HK Artfair 2010, Psychic Apparatus, The Light Fantastic, Libido Mortido, Fakirs, Placebo, LED City, 30 Degrees, Synesthesia, Pi, The Artist Died Yesterday, Automata, Urban Lust, Clouds of Crowds, PlugIt, Made in Shanghai, Made in China, Remote/Control, Bits, Bytes and Pixels, Untitled Santa, I Love LEDs, Getting Along, Forward/Backward and Reloading |
| Cai Duobao (蔡多宝)   | China        | Raining Stars, Garden of Autumn Vapours, Absolute 0:00, HK Artfair 2010, Psychic Apparatus, The Light Fantastic, Libido Mortido, Fakirs, Placebo, LED City, 30 Degrees, Synesthesia, Pi, The Artist Died Yesterday, Automata, Urban Lust |
| Bing Bing (兵冰)      | China        | Raining Stars, Garden of Autumn Vapours, Absolute 0:00, HK Artfair 2010, Psychic Apparatus, The Light Fantastic, Libido Mortido, Fakirs, Placebo, LED City, 30 Degrees, Synesthesia, Pi, The Artist Died Yesterday, Automata, Urban Lust, Clouds of Crowds, Zero Gravity, PlugIt, Made in Shanghai, Made in China |
| Kong Mosha (孔墨沙)   | China        | Raining Stars, Garden of Autumn Vapours, Absolute 0:00, HK Artfair 2010, Psychic Apparatus, The Light Fantastic, Libido Mortido, Fakirs, Placebo |

## Ausgewählte Ausstellungen
| Jahr | Titel                                                     | Veranstaltungsort                                                                        | Stadt                       |
| ---- | --------------------------------------------------------- | ---------------------------------------------------------------------------------------- | --------------------------- |
| 2013 | „Body-City-Mechanism“                                     | island6 Arts Center                                                                      | Shanghai, China             |
| 2013 | „Need. Want. Hunt.“                                       | island6 Arts Center Hong Kong                                                            | Hongkong                    |
| 2013 | „The Garden Beneath the Streetlights“                     | Bath Street Gallery Auckland Arts Festival                                               | Auckland, New Zealand       |
| 2013 | „Singapore Art Fair“ (mit Art Seasons Gallery)            | Art Stage Singapore                                                                      | Singapur                    |
| 2013 | „The Art of Living“                                       | Arts de Vivre                                                                            | Bangkok, Thailand           |
| 2013 | „Need. Want. Hunt.“                                       | island6 Arts Center                                                                      | Shanghai, China             |
| 2013 | „The Cat That Eats Diodes“                                | island6 Arts Center Hong Kong                                                            | Hongkong                    |
| 2012 | „Open Sky“                                                | Changjianghui Contemporary Art Museum 长江汇当代美术馆                                   | Chongqing, China            |
| 2012 | „Ooh La La“ (mit Studio Rouge)                            | Studio Rouge 红寨画廊, 策展人乔治米歇尔, kuratiert von Loo Ching Ling und George Michell | Shanghai, China             |
| 2012 | „The Cat That Eats Diodes“                                | island6 Arts Center                                                                      | Shanghai, China             |
| 2012 | Berliner Liste (mit Pantocrator Gallery)                  | MUMA                                                                                     | Berlin, Deutschland         |
| 2012 | „Ruby Roxy Rhino Rouge Rock Hong Kong“                    | Studio Rouge Hong Kong                                                                   | Hongkong                    |
| 2012 | „SH Contemporary Art Fair“ „(mit Phillipe Staib Gallery)“ | Shanghai Exhibition Center                                                               | Shanghai, China             |
| 2012 | „The Secret Collection of Yüan Meng Ch'ien“               | island6 Arts Center                                                                      | Shanghai, China             |
| 2012 | „Island of Oddities“                                      | island6 Arts Center                                                                      | Shanghai, China             |
| 2012 | „Dripping with Aurum“                                     | island6 Arts Center Hong Kong                                                            | Hongkong                    |
| 2012 | „Them That Glide Past Our Windows“                        | island6 Arts Center                                                                      | Shanghai, China             |
| 2012 | „We Dream the Electric City“                              | Hainan Rendezvous, kuratiert von Magda Danysz                                            | Hainan, China               |
| 2012 | „Across the Waibaidu“                                     | island6 Arts Center                                                                      | Shanghai, China             |
| 2012 | „Ooh La La“                                               | studio rouge, kuratiert von George Michell                                               | Shanghai, China             |
| 2012 | „Wired Blossom and Electric Angels“                       | The Opposite House (via Red Gate Gallery)                                                | Peking, China               |
| 2012 | „Singapore Art Fair (mit Art Seasons Galerie)“            | Art Stage Singapur                                                                       | Singapur                    |
| 2012 | „Sin City“                                                | Tally Beck Contemporary                                                                  | New York, USA               |
| 2011 | „Ruby, Roxy and the Flaming Lamborghini“                  | studio rouge, kuratiert von George Michell                                               | Shanghai, China             |
| 2011 | „Goddamned Shanghai“                                      | island6 Arts Center                                                                      | Shanghai, China             |
| 2011 | „Far Beyond The Firewall“                                 | island6 Arts Center                                                                      | Shanghai, China             |
| 2011 | „Middle East, Middle Kingdom“                             | Galerie Eternad                                                                          | Dubai                       |
| 2011 | „SH Contemporary Art Fair 2011“                           | Shanghai Exhibition Center                                                               | Shanghai, China             |
| 2011 | „20 years – Two Generations of Artists at Red Gate“       | island6 Arts Center, kuratiert von Brian Wallace (Red Gate Galerie)                      | Shanghai, China             |
| 2011 | „Everyday Frenzies“                                       | island6 Arts Center                                                                      | Shanghai, China             |
| 2011 | „Spring Floods and Peach Petals“                          | Spring Floods and Peach Petals, von Loo Ching Ling kuratiert                             | Singapur                    |
| 2011 | „Scope Basel Artfair 2011“                                | Scope Basel Art Fair, kuratiert von Tally Beck                                           | Basel                       |
| 2011 | „HK Artfair 2011“                                         | Hongkong Kunstmesse, kuratiert von Brian Wallace                                         | Hongkong                    |
| 2011 | „SCOPE“                                                   | SCOPE Kunstmesse, von Tally Beck kuratiert                                               | New York, USA               |
| 2011 | „Plugged In“                                              | Tally Beck Contemporary                                                                  | New York, USA               |
| 2010 | „Prophecies“                                              | island6 Arts Center                                                                      | Shanghai, China             |
| 2010 | „Raining Stars“                                           | Louis Vuitton Galerie                                                                    | Macau                       |
| 2010 | „Garden of Autumn Vapours“                                | Red Gate Galerie                                                                         | Peking, China               |
| 2010 | „Absolute 0:00“                                           | island6 Arts Center                                                                      | Shanghai, China             |
| 2010 | „HK Artfair 2010“                                         | Hong Kong Art Fair, von Brian Wallace kuratiert                                          | Hongkong                    |
| 2010 | „Psychic Apparatus“                                       | island6 Arts Center                                                                      | Shanghai, China             |
| 2010 | „The Light Fantastic“                                     | Louis Vuitton Cultural Space, von Jonathan Thomson kuratiert                             | Taipei, Taiwan              |
| 2010 | „Libido Mortido“                                          | island6 Arts Center                                                                      | Shanghai, China             |
| 2010 | „Fakirs“                                                  | island6 Arts Center                                                                      | Shanghai, China             |
| 2009 | „Placebo“                                                 | island6 Arts Center                                                                      | Shanghai, China             |
| 2009 | „LED City“                                                | Opposite House Hotel, von Brian Wallace kuratiert                                        | Peking, China               |
| 2009 | „30 Degrees“                                              | island6 Arts Center, von George Michell kuratiert                                        | Shanghai, China             |
| 2009 | „Synesthesia“                                             | island6 Arts Center, von Thomas Charvériat kuratiert                                     | Shanghai, China             |
| 2009 | „Individual: New Art from Beyond Beijing“                 | Red Gate Galerie                                                                         | Peking, China               |
| 2009 | „Pi“                                                      | island6 Arts Center                                                                      | Shanghai, China             |
| 2009 | „LEDs animés“                                             | Galerie Twenty-One                                                                       | Paris, Frankreich           |
| 2009 | “Fernelmont Contemporary Art” (Festival)                  | Schloss Fernelmont                                                                       | Schloss Fernelmont, Belgien |
| 2009 | „Art Paris“ (Kunstmesse)                                  | Grand Palais, vertreten durch Galerie Loft                                               | Paris, Frankreich           |
| 2009 | „The Artist Died Yesterday“                               | island6 Arts Center                                                                      | Shanghai, China             |
| 2008 | „Automata“                                                | island6 Arts Center                                                                      | Shanghai, China             |
| 2008 | „Urban Lust“                                              | island6 Arts Center                                                                      | Shanghai, China             |
| 2008 | „Quadrare il Cerchio“                                     | Allegra Ravizza Art Project                                                              | Mailand, Italien            |
| 2008 | „Clouds of Crowds“                                        | island6 Arts Center                                                                      | Shanghai, China             |
| 2008 | „Roma Contemporary Art“ (Kunstmesse)                      | Palazzo dei Congressi, vertreten durch Mana.art                                          | Rom, Italien                |
| 2008 | „PlugIT“                                                  | Blue Lotus Galerie                                                                       | Fotan, Hongkong             |
| 2008 | „Made in China“                                           | island6 Arts Center                                                                      | Shanghai, China             |
| 2007 | “Fernelmont Contemporary Art”                             | Schloss Fernelmont                                                                       | Schloss Fernelmont, Belgien |
| 2007 | „Eurasia One“                                             | island6 Arts Center                                                                      | Shanghai, China             |
| 2007 | „Nuit Blanche“                                            | Shanghai Exhibition Center                                                               | Shanghai, China             |
| 2007 | “Remote/Control”                                          | Museum of Contemporary Art, von Wenny Teo and Ella Liao kuratiert                        | Shanghai, China             |